# Droga wojewódzka nr 530

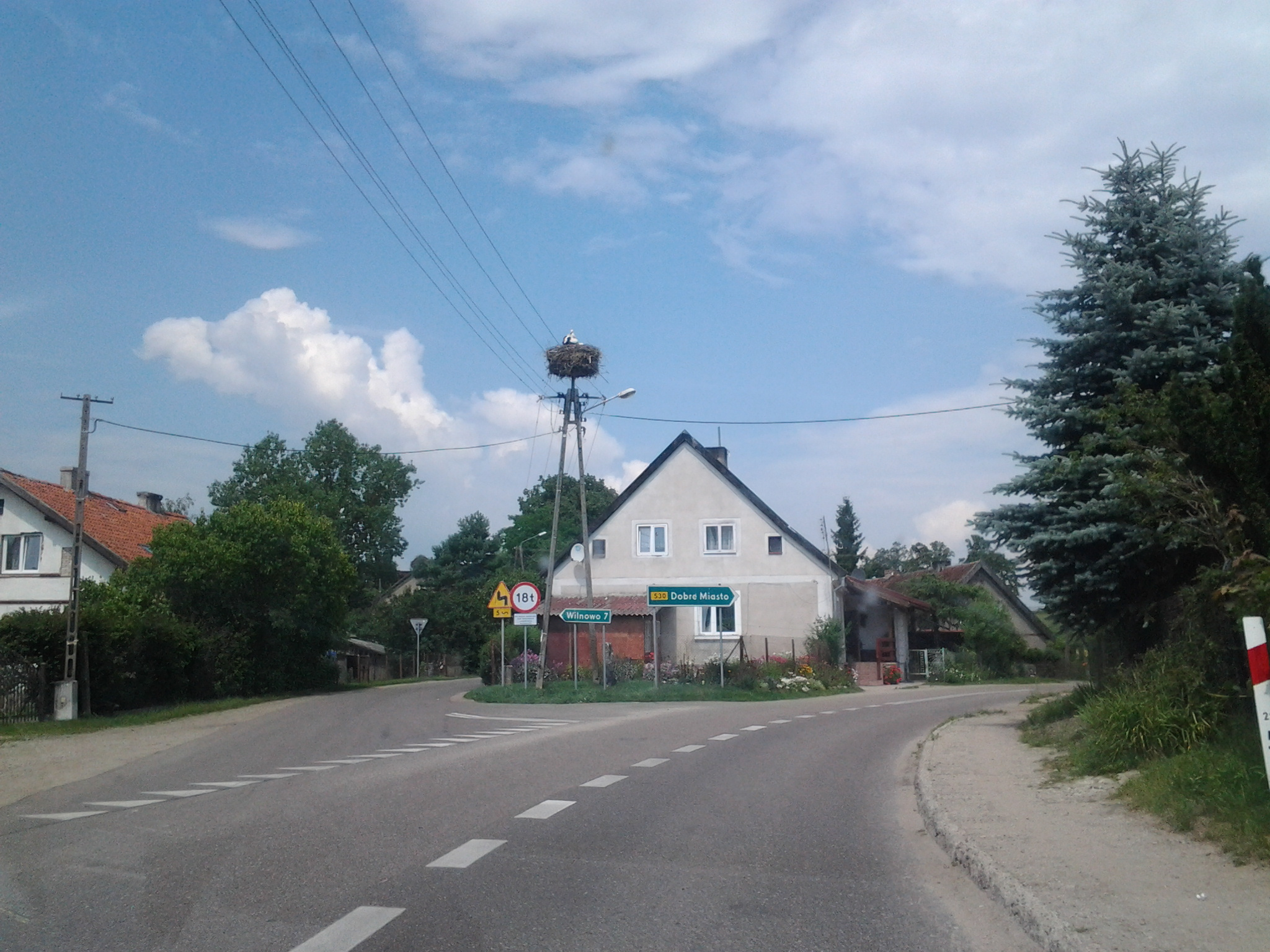
DW530 w Mostkowie

Droga wojewódzka nr 530 (DW530) – droga wojewódzka w województwie warmińsko-mazurskim łącząca S7 w Ostródzie z DK51 w Dobrym Mieście.

## Miejscowości leżące przy trasie DW530
- Ostróda (S7)[1]
- Szeląg
- Tabórz
- Łukta (DW527)
- Mostkowo
- Kojdy
- Kłobia
- Kalisty
- Świątki
- Jankowo
- Kwiecewo
- Głotowo
- Dobre Miasto (DW51)